# Mistrzostwa Polski w Skokach Narciarskich 1979
54. Mistrzostwa Polski w Skokach Narciarskich – zawody o mistrzostwo Polski w skokach narciarskich, które odbyły się w dniach 24 stycznia-6 marca 1979 roku na Średniej i Wielkiej Krokwi w Zakopanem.
W konkursie indywidualnym na skoczni normalnej zwyciężył Stanisław Bobak, srebrny medal zdobył Stanisław Kawulok, a brązowy – Kazimierz Długopolski. Na dużym obiekcie najlepszy okazał się Piotr Fijas przed Bobakiem i Długopolskim.

## Wyniki

### Konkurs indywidualny na normalnej skoczni (24.01.1979)
| Miejsce | Zawodnik              | Klub                 | Skok 1 | Skok 2 | Punkty |
| ------- | --------------------- | -------------------- | ------ | ------ | ------ |
| 1.      | Stanisław Bobak       | WKS Zakopane         | 81,5   | 80,5   | 258,8  |
| 2.      | Stanisław Kawulok     | ROW Rybnik           | 77,0   | 76,0   | 241,4  |
| 3.      | Kazimierz Długopolski | Start Zakopane       | 72,5   | 76,5   | 232,0  |
| 4.      | Tadeusz Pawlusiak     | BBTS Bielsko-Biała   | 74,5   | 73,0   | 229,1  |
| 5.      | Stanisław Pawlusiak   | BBTS Bielsko-Biała   | 72,5   | 73,5   | 222,2  |
| 6.      | Andrzej Zarycki       | LKS Poroniec Poronin | 71,5   | 74,0   | 220,9  |
| 7.      | Józef Pawlusiak       | BBTS Bielsko-Biała   | 71,0   | 75,5   | 220,5  |
| 8.      | Adam Krzysztofiak     | WKS Zakopane         | 70,5   | 73,0   | 218,6  |

W konkursie wzięło udział 50 zawodników.

### Konkurs indywidualny na dużej skoczni (06.03.1979)
| Miejsce | Zawodnik              | Klub                 | Skok 1 | Skok 2 | Punkty |
| ------- | --------------------- | -------------------- | ------ | ------ | ------ |
| 1.      | Piotr Fijas           | BBTS Bielsko-Biała   | 117,0  | 109,5  | 256,6  |
| 2.      | Stanisław Bobak       | WKS Zakopane         | 105,0  | 106,0  | 238,9  |
| 3.      | Kazimierz Długopolski | Start Zakopane       | 102,5  | 98,5   | 223,4  |
| 4.      | Stanisław Pawlusiak   | BBTS Bielsko-Biała   | 104,0  | 99,0   | 220,7  |
| 5.      | Józef Pawlusiak       | BBTS Bielsko-Biała   | 105,0  | 98,0   | 219,7  |
| 6.      | Andrzej Zarycki       | LKS Poroniec Poronin | 102,0  | 98,0   | 216,5  |
| 7.      | Stanisław Kawulok     | ROW Rybnik           | 98,0   | 97,5   | 210,0  |
| 8.      | Jan Łoniewski         | WKS Zakopane         | 102,0  | 96,0   | 207,7  |

Do konkursu zgłoszonych zostało 40 zawodników.